# Arcidiocesi di Lucca

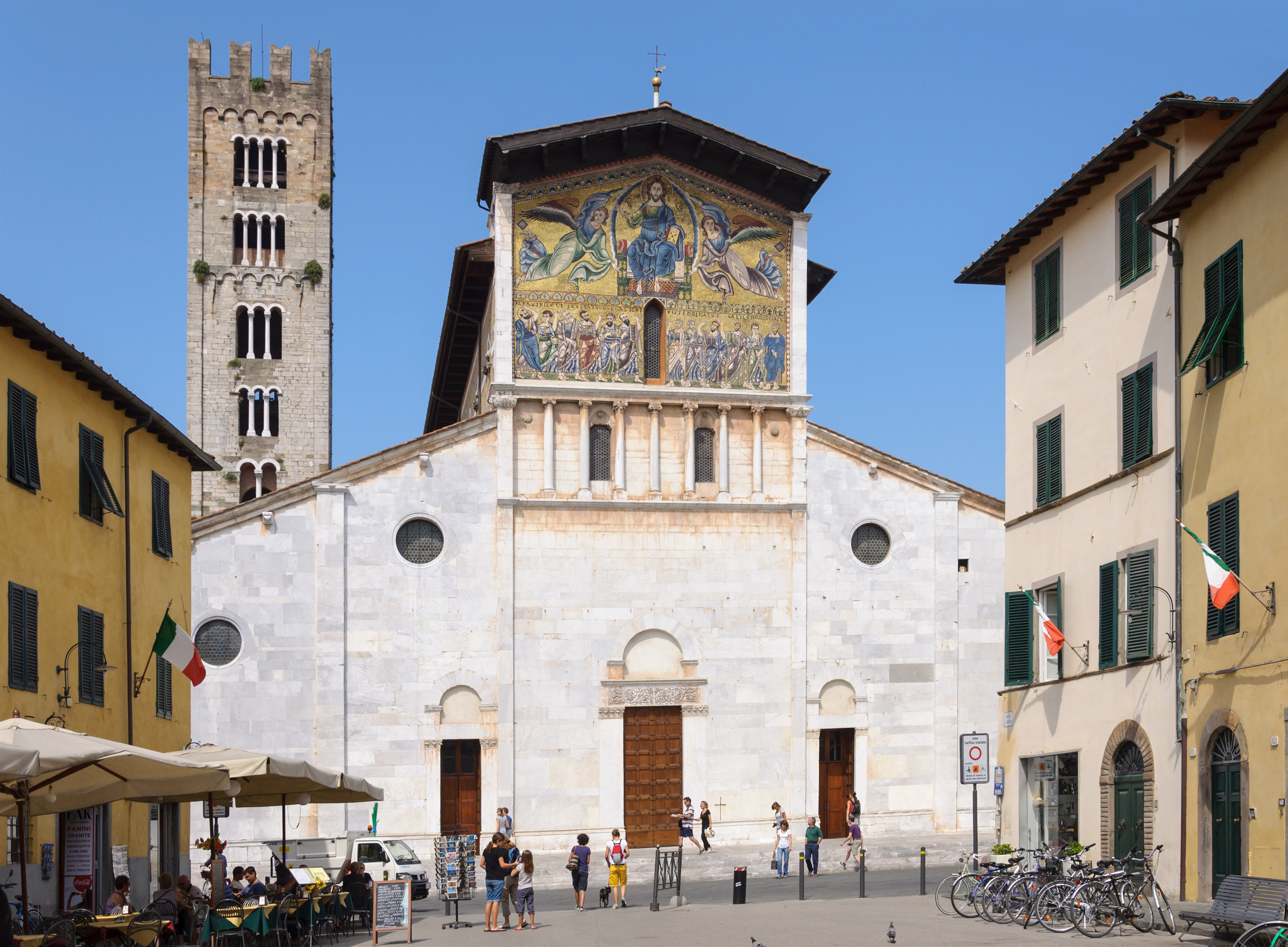
La basilica di San Frediano a Lucca.

L'arcidiocesi di Lucca (in latino Archidioecesis Lucensis) è una sede della Chiesa cattolica in Italia immediatamente soggetta alla Santa Sede appartenente alla regione ecclesiastica Toscana. Nel 2023 contava 309.700 battezzati su 316.000 abitanti. È retta dall'arcivescovo Paolo Giulietti.

## Territorio
L'arcidiocesi comprende la provincia di Lucca, con le eccezioni di parte del comune di Altopascio (di cui comprende solo la frazione di Badia Pozzeveri) e Montecarlo che appartengono alla diocesi di Pescia e i comuni di Barga, Forte dei Marmi, Pietrasanta, Seravezza e parte di Stazzema, che appartengono all'arcidiocesi di Pisa. Fa parte dell'arcidiocesi lucchese anche la parte occidentale del comune di Pescia in provincia di Pistoia (parrocchie di Collodi, Veneri, Aramo, Fibbialla di Medicina, Medicina, Pontito, San Quirico di Valleriana e Stiappa).
Sede arcivescovile è la città di Lucca, dove si trova la cattedrale di San Martino. L'arcidiocesi comprende anche quattro basiliche minori: San Paolino e San Frediano a Lucca, Sant'Andrea e San Paolino a Viareggio.

### Parrocchie e zone pastorali
Il territorio è suddiviso in 362 parrocchie, raggruppate in 11 zone pastorali:
Area Sinodale di Lucca
1. Zona urbana di Lucca-10 parrocchie
2. Zona suburbana I-23 parrocchie
3. Zona di Moriano-25 parrocchie
4. Zona di Valfreddana-23 parrocchie

Area Sinodale di Capannori
1. Zona suburbana II-24 parrocchie
2. Zona suburbana III-18 parrocchie
3. Zona di Segromigno, Villa Basilica, Valleriana-24 parrocchie

Area Sinodale di Castelnuovo-Bagni di Lucca
1. Zona della Garfagnana-108 parrocchie
2. Zona di Valdiserchio-60 parrocchie

Area Sinodale di Camaiore, Massarosa, Viareggio
1. Zona di Camaiore-Massarosa-33 parrocchie
2. Zona di Viareggio-14 parrocchie

## Storia
La diocesi di Lucca fu eretta nel I secolo. Secondo la tradizione protovescovo sarebbe stato san Paolino, inviato a Lucca dallo stesso apostolo san Pietro e martirizzato all'epoca dell'imperatore Nerone.
Un catalogo episcopale di Lucca, scoperto tra i manoscritti dell'archivio capitolare, riporta il nome di 15 vescovi. Di questi, sei vescovi sono riscontrabili anche in altre fonti: ciò rende plausibile l'autenticità storica anche degli altri nove. Tutti sono precedenti la metà del VII secolo: infatti il catalogo non menziona il vescovo Leto, che sottoscrisse il sinodo di Roma nel 649 e nemmeno il vescovo Eleuterio, presente ad un altro sinodo romano del 680.	
Storicamente la più antica menzione di un vescovo di Lucca è quella di Maximus a Tuscia de Luca, che sottoscrisse gli atti del concilio di Sardica (circa 343). Le ricerche archeologiche attestano l'antichità della chiesa di Lucca, grazie agli scavi condotti sotto la basilica di Santa Reparata, che hanno portato in luce i resti di un battistero databile al IV secolo e di una basilica a tre navate risalente al V secolo.
Fin dall'inizio la sede episcopale è stata immediatamente soggetta alla Santa Sede.
Nel 683 fu consacrata la chiesa dedicata a san Frediano, eretta su un'altra più antica dedicata ai santi martiri Lorenzo, Vincenzo e Stefano. Nello stesso anno la chiesa fu affidata ai monaci guidati dall'abate Babbino. Verrà poi ricostruita nel XII secolo e consacrata da papa Eugenio III.
Con l'occupazione longobarda Lucca divenne sede di un importante ducato e negli anni successivi il territorio della diocesi fu notevolmente ampliato. Verso Sud infatti, attraverso il medio Valdarno, la giurisdizione dei vescovi di Lucca si spingeva in Valdera e Val d'Elsa e arrivava alla Maremma fino a Roselle, attuale Grosseto e, sul litorale, ai centri di Gualdo, Populonia e Monteverde; anche numerose proprietà abbaziali poste in territorio senese appartenevano alla giurisdizione lucchese. La diocesi di Lucca confinava ad est con la diocesi di Pistoia e Firenze; verso Sud toccava il Valdarno inferiore, la Val d´Elsa e la Val d´Era con i territori di Montopoli, Santa Croce sull'Arno, e Fucecchio, ed il castello di San Miniato al Tedesco; a nord con l'antica Luni e con la diocesi di Modena; ad ovest con la diocesi di Pisa. La più antica descrizione della diocesi risale al 1260 ed è contenuta nel Libellus extimi Lucane Dyocesis, documento che elenca tutte le chiese, i monasteri e i luoghi di culto con rendite, redatto in occasione della raccolta di una decima papale.
La cattedrale, dedicata a san Martino di Tours, fu consacrata nel 1070 dal papa Alessandro II, il quale era anche vescovo di Lucca.
Tra il 1081 e il 1086 ebbe luogo lo scisma di Lucca, un episodio della lotta per le investiture. Sulla cattedra lucchese si installò lo scismatico Pietro, consacrato dall'antipapa Clemente III il 25 luglio 1081 grazie al supporto dell'imperatore Enrico IV di Franconia. Il vescovo Anselmo II nel 1081 abbandonò la città. Lo scisma perdurò fino che il vescovo Gottifredo, sostenuto dalla contessa Matilde di Canossa, poté rientrare in città, nell'ottobre del 1092.
Nel 1120 papa Callisto II concesse ai vescovi di Lucca l'uso del pallio, del pileolo o zucchetto rosso (a quel tempo insegna cardinalizia) e della croce astile metropolitica. Un altro privilegio singolare era l'incendio della stoppa al Gloria durante la Messa pontificale. Nel 1387 l'imperatore Carlo IV concesse ai vescovi di Lucca il diritto di conferire lauree in utroque iure, filosofia e medicina, di nominare notai e cavalieri e di legittimare i bastardi.
Dal 1357 sono documentate le visite pastorali, che sono conservate presso l'archivio vescovile fino all'annata 1972.
I vescovi di Lucca godevano dei titoli di principe del Sacro Romano Impero, conte palatino, conte di Diecimo, Piazza e Sala di Garfagnana. Nel 1726 la giurisdizione temporale sulle terre della cosiddetta Contea vescovile, che i vescovi avevano per antichi privilegi imperiali fin dal Medioevo, fu venduta alla repubblica di Lucca.
Con la nascita del Granducato di Toscana, cui Lucca resterà estranea, l'enorme diocesi fu progressivamente smembrata per motivi eminentemente politici. Infatti si finì per far coincidere, dopo secoli di aggiustamenti, il territorio diocesano con quello della Repubblica di Lucca. Benedetto XIII, il 17 marzo 1726, eresse la diocesi di Pescia: l'antico piviere, con oltre 60 chiese della Valdinievole e della Valleriana, era stato elevato alla dignità di prepositura nullius dioecesis da papa Leone X il 25 settembre 1519. Gregorio XV il 9 dicembre 1622, su istanza di Maria Maddalena d'Austria, granduchessa di Toscana, staccò 118 chiese dalla giurisdizione del vescovo di Lucca per creare la diocesi di San Miniato.
L'11 settembre 1726 la diocesi fu elevata al rango di arcidiocesi, non metropolitana, con la bolla Inscrutabili divinae di papa Benedetto XIII.
Il 26 maggio 1754 papa Benedetto XIV concesse alla repubblica di Lucca il privilegio, durante la vacanza della sede, di presentare una terna di nomi, dai quali i pontefici sceglievano poi i futuri nuovi arcivescovi. Il primo arcivescovo nominato con questa nuova procedura fu Giovanni Domenico Mansi, erudito e autore della Sacrorum Conciliorum Nova Amplissima Collectio.
Pio VI, il 18 luglio 1789, soddisfacendo alla richiesta di Pietro Leopoldo, granduca di Toscana, concesse a Pisa i vicariati di Barga e di Pietrasanta e la parrocchia di Ripafratta, mentre, a Lucca passarono sette parrocchie in precedenza di pertinenza pisana: Massaciuccoli, Bozzano, Balbano, Chiatri, Quiesa, Castiglioncello, Torre del Lago.
Papa Leone XII nel 1823 staccò da Lucca 41 parrocchie e 7 cure appartenenti al vicariato di Garfagnana e al priorato di Castiglione e le unì alla diocesi di Massa (oggi Massa Carrara-Pontremoli). Pio IX, il 17 dicembre 1853, unì alla diocesi di Massa le parrocchie del vicariato di Gallicano con Cardoso, Bolognana, Verni, Perpoli, Campo di Perpoli, Fiattone, Lupinaia, Treppignana, Riana.
Per ragioni pastorali nel 1955 la parrocchia di Palagnana passò dall'arcidiocesi di Pisa a quella di Lucca.
Il 5 settembre 1992 l'arcidiocesi si è nuovamente estesa al vicariato della Garfagnana (comprensivo di 106 parrocchie), che era appartenuto alla diocesi di Massa Carrara-Pontremoli.
Nel 2021, su impulso dell'arcivescovo Paolo Giulietti, l'arcidiocesi ha avviato il progetto Lucensis: progetto pastorale di ecologia integrale volto alla riduzione dell'impatto ambientale delle attività diocesane e delle parrocchie, alla promozione di comunità energetiche rinnovabili e solidali e alla creazione di un modello di CERS replicabile.

## Cronotassi dei vescovi
Si omettono i periodi di sede vacante non superiori ai 2 anni o non storicamente accertati.
- San Paolino † (I secolo)
- San Valerio †[7]
- Massimo † (menzionato nel 343 circa)[8]
- San Teodoro † (prima del VII secolo)[9]
- Lorenzo † (menzionato nel 556 circa)[10]
- Ossequenzio †[11]
- San Frediano † (? - prima del 593 deceduto)[12]
- Valeriano †[13]
- Paterno † (tra III e VII secolo)
- Pisano † (tra III e VII secolo)
- Vindicio † (tra III e VII secolo)
- Probino † (tra III e VII secolo)
- Aureliano † (tra III e VII secolo)
- Nunnoso † (tra III e VII secolo)
- Dicenzio † (tra III e VII secolo)
- Avenzio † (tra III e VII secolo)
- Abbondazio † (tra III e VII secolo)
- Leto † (menzionato nel 649)
- Eleuterio † (menzionato nel 680)
- Felice † (prima del 685 - dopo il 686)
- Balsari † (menzionato nel 700)
- Talesperiano † (prima del 713/714 - dopo dicembre 729)
- Walprando † (prima del 737 - dopo il 754)
- Peredeo † (prima di settembre 755 - dopo febbraio 779)
- Giovanni I † (prima di settembre 781 - dopo novembre 800)
- Jacopo I † (prima di luglio 801 - luglio-novembre 818 deceduto)
- Pietro I † (prima di giugno 819 - dopo gennaio 834)
- Berengario I † (prima di novembre 837 - dopo giugno 843)
- Ambrogio † (prima di dicembre 843 - dopo febbraio 852)
- Geremia Aldobrandeschi † (prima di dicembre 852 - dopo novembre 867)
- Gherardo I † (prima di giugno 869 - dopo novembre 895)
- Pietro II † (prima di ottobre 896 - dopo ottobre 932)
- Corrado † (prima di maggio 935 - dopo aprile 964)
- Aghino † (menzionato nel 967)
- Adalongo † (prima di agosto 968 - dopo giugno 978)
- Guido I † (prima di febbraio 979 - dopo ottobre 981)
- Teudigrimo † (prima di maggio 983 - dopo maggio 987)
- Isalfredo † (prima di aprile 988 - dopo dicembre 989)
- Gherardo II † (prima di gennaio 991 - dopo giugno 1003)
- Rodilando † (menzionato nel 1005)
- Grimizzo † (prima di marzo 1014 - 22 ottobre 1022 deceduto)
- Giovanni II † (prima di settembre 1023 - 28 maggio 1056 deceduto)
- Anselmo I † (prima del 23 marzo 1057 - 21 aprile 1073 deceduto)[14]
- Sant'Anselmo II † (aprile o maggio 1073 - 18 marzo 1086 deceduto)
  - Pietro † (?) (antivescovo)[15]
- Gottifredo † (prima del 4 luglio 1091 - 28 febbraio ? deceduto)
- Rangerio † (prima del 18 agosto 1097 - 25 gennaio 1112 deceduto)
- Rodolfo † (prima del 18 maggio 1112 - 1º dicembre 1118 deceduto)
- Benedetto I † (1º dicembre 1118 - 15 gennaio 1128 deceduto)
- Uberto † (prima del 3 marzo 1128 - dopo il 7 agosto 1135 deposto)
- Guido II † (menzionato nel 1138)
- Ottone † (prima di settembre 1139 - dopo luglio 1146 deceduto)
- Gregorio † (prima del 9 febbraio 1147 - 26 febbraio circa 1164 deceduto)
  - Pievano † (prima del 1159 - dopo il 1166) (antivescovo)
  - Lando † (prima del 19 dicembre 1167 - dopo il 28 gennaio 1176) (antivescovo)
- Guglielmo I † (prima del 1170 - dopo il 23 marzo 1194 deceduto)
- Guido III † (prima del 18 maggio 1194 - 9 maggio 1202 deceduto)
- Roberto † (prima del 31 agosto 1202 - 21 settembre 1225 deceduto)
  - Ricciardo † (settembre 1225 - circa 1225 deceduto) (vescovo eletto)[16]
- Opizzone † (prima di aprile 1228 - 1231 deposto)
  - Sede vacante (1231-1236)[17]
- Guercio Tebalducci † (12 dicembre 1236 - 22 novembre 1256 deceduto)
- Enrico I † (22 novembre 1256 - 21 ottobre 1269 deceduto)
- Pietro Angiorello, O.P. † (21 ottobre 1269 - 18 maggio 1274 deceduto)[18]
- Paganello da Porcari † (9 o 11 agosto 1274 - 9 febbraio 1300 deceduto)
- Enrico II, O.F.M. † (1º agosto 1300 - agosto 1323 deceduto)
- Guglielmo di Montalbano, O.P. † (26 gennaio 1330 - 8 aprile 1349 deceduto)
- Berengario Blaxini † (21 ottobre 1349 - 14 gennaio 1368 deceduto)
- Guglielmo Lodart † (17 agosto 1368 - 16 giugno 1373 deceduto)
- Paolo Gabrielli † (9 gennaio 1374 - 10 settembre 1380 deceduto)
- Antonio da Riparia † (29 ottobre 1380 - 16 agosto 1383 deceduto)
- Giovanni Salvucci, O.F.M. † (9 ottobre 1383 - 24 settembre 1393 deceduto)
- Niccolò Guinigi † (31 gennaio 1394 - 15 novembre 1435 deceduto)
- Lodovico Maulini † (23 dicembre 1435 - 24 ottobre 1440 deceduto)
- Baldassarre Manni † (30 gennaio 1441 - 18 gennaio 1448 deceduto)
- Stefano Trenta † (4 marzo 1448 - 18 settembre 1477 deceduto)
  - Giacomo Ammannati Piccolomini † (24 settembre 1477 - 10 settembre 1479 deceduto) (amministratore apostolico)
- Niccolò Sandonnini † (15 novembre 1479 - 19 luglio 1499 deceduto)
- Felino Sandei † (19 luglio 1499 succeduto - novembre 1499 dimesso)
- Giuliano della Rovere † (novembre 1499 - 29 agosto 1501 dimesso)
- Felino Sandei † (29 agosto 1501 - 6 settembre 1503 deceduto) (per la seconda volta)
- Galeotto Franciotti della Rovere † (ottobre o novembre 1503 - 11 settembre 1508[19] deceduto)
  - Sisto Gara della Rovere † (11 settembre 1508 - 4 marzo 1517 dimesso) (amministratore apostolico)
- Leonardo Grosso della Rovere † (4 marzo 1517 - 9 marzo 1517 dimesso)
  - Raffaele Riario della Rovere † (9 marzo 1517 - 13 novembre 1517 dimesso) (amministratore apostolico)
- Francesco Riario-Sforza † (13 novembre 1517 - maggio 1546 deceduto)
- Bartolomeo Guidiccioni † (26 maggio 1546 - 4 novembre 1549 deceduto)
- Alessandro Guidiccioni il vecchio † (4 novembre 1549 succeduto - 1600 dimesso)
- Alessandro Guidiccioni il giovane † (27 novembre 1600 - 16 marzo 1637 deceduto)
- Marcantonio Franciotti † (30 marzo 1637 - 31 luglio 1645 dimesso)
- Giavanbattista Rainoldi † (31 luglio 1645 - 26 dicembre 1649 deceduto)
- Pietro Rota † (27 giugno 1650 - 12 febbraio 1657 deceduto)
- Girolamo Buonvisi † (28 maggio 1657 - 20 febbraio 1677 deceduto)
- Giulio Spinola † (8 novembre 1677 - 25 settembre 1690 dimesso)
- Francesco Buonvisi † (27 settembre 1690 - 22 agosto 1700 deceduto)
- Orazio Filippo Spada † (15 dicembre 1704 - 17 gennaio 1714 nominato arcivescovo, titolo personale, di Osimo)
- Genesio Calchi † (28 maggio 1714 - 20 gennaio 1720 deceduto)
- Bernardino Guinigi † (20 dicembre 1723 - 13 gennaio 1729 deceduto)
- Tommaso Cervioni, O.S.A. † (7 febbraio 1729 - 21 maggio 1731 nominato sacrista del Palazzo apostolico[20])
- Fabio di Colloredo, C.O. † (19 novembre 1731 - 15 novembre 1742 deceduto)
- Giuseppe Palma † (28 gennaio 1743 - 31 ottobre 1761 deceduto)
  - Vincenzo Torre † (5 febbraio 1762 - 11 marzo 1763 deceduto) (arcivescovo eletto)
- Giovanni Domenico Mansi, O.M.D. † (9 aprile 1764 - 27 settembre 1769 deceduto)
- Martino Bianchi † (12 marzo 1770 - 26 dicembre 1788 deceduto)
  - Paolino Francesco Bertolini † (1789-1789 dimesso) (arcivescovo eletto)
- Filippo Sardi † (3 agosto 1789 - 8 marzo 1826 deceduto)
- Giuseppe De Nobili † (3 luglio 1826 - 29 marzo 1836 deceduto)
- Giovanni Domenico Stefanelli, O.P. † (11 luglio 1836 - 18 dicembre 1844 dimesso[21])
- Pierluigi Pera † (21 aprile 1845 - 8 luglio 1846 deceduto)
  - Sede vacante (1846-1849)
- Giulio Arrigoni † (5 novembre 1849 - 10 gennaio 1875 deceduto)
- Nicola Ghilardi † (15 marzo 1875 - 20 luglio 1904 deceduto)
- Benedetto Lorenzelli † (14 novembre 1904 - 29 aprile 1910 dimesso)
- Arturo Marchi † (29 aprile 1910 - 4 febbraio 1928 deceduto)
- Antonio Torrini † (15 giugno 1928 - 20 gennaio 1973 deceduto)
- Enrico Bartoletti † (20 gennaio 1973 succeduto - 25 marzo 1973 dimesso)
- Giuliano Agresti † (25 marzo 1973 - 18 settembre 1990 deceduto)
- Bruno Tommasi † (20 marzo 1991 - 22 gennaio 2005 ritirato)
- Benvenuto Italo Castellani (22 gennaio 2005 succeduto - 19 gennaio 2019 ritirato)
- Paolo Giulietti, dal 19 gennaio 2019

## Statistiche
L'arcidiocesi nel 2023 su una popolazione di 316.000 persone contava 309.700 battezzati, corrispondenti al 98,0% del totale.
| anno | popolazione | popolazione | popolazione | presbiteri | presbiteri | presbiteri | presbiteri                | diaconi | religiosi | religiosi | parrocchie |
| anno | battezzati  | totale      | %           | numero     | secolari   | regolari   | battezzati per presbitero | diaconi | uomini    | donne     | parrocchie |
| ---- | ----------- | ----------- | ----------- | ---------- | ---------- | ---------- | ------------------------- | ------- | --------- | --------- | ---------- |
| 1950 | 259.227     | 259.270     | 100,0       | 538        | 415        | 123        | 481                       |         | 151       | 177       | 248        |
| 1970 | 259.915     | 260.138     | 99,9        | 482        | 357        | 125        | 539                       |         | 156       | 834       | 261        |
| 1980 | 277.885     | 279.035     | 99,6        | 417        | 315        | 102        | 666                       |         | 109       | 708       | 260        |
| 1990 | 278.522     | 279.934     | 99,5        | 333        | 269        | 64         | 836                       | 3       | 70        | 609       | 256        |
| 1999 | 302.140     | 306.774     | 98,5        | 346        | 282        | 64         | 873                       | 13      | 77        | 535       | 362        |
| 2000 | 302.000     | 306.000     | 98,7        | 339        | 275        | 64         | 890                       | 13      | 77        | 548       | 362        |
| 2001 | 302.000     | 308.360     | 97,9        | 342        | 280        | 62         | 883                       | 16      | 74        | 546       | 362        |
| 2002 | 301.200     | 307.507     | 97,9        | 316        | 287        | 29         | 953                       | 16      | 49        | 457       | 363        |
| 2003 | 293.140     | 299.972     | 97,7        | 306        | 277        | 29         | 957                       | 16      | 50        | 452       | 363        |
| 2004 | 293.145     | 312.369     | 93,8        | 306        | 277        | 29         | 957                       | 17      | 50        | 426       | 362        |
| 2013 | 315.200     | 323.200     | 97,5        | 203        | 186        | 17         | 1.552                     | 22      | 33        | 261       | 362        |
| 2016 | 316.900     | 323.900     | 97,8        | 193        | 178        | 15         | 1.641                     | 21      | 29        | 218       | 362        |
| 2019 | 315.200     | 322.200     | 97,8        | 193        | 178        | 15         | 1.633                     | 21      | 29        | 218       | 362        |
| 2021 | 311.455     | 318.390     | 97,8        | 193        | 178        | 15         | 1.613                     | 21      | 29        | 218       | 362        |
| 2023 | 309.700     | 316.000     | 98,0        | 193        | 178        | 15         | 1.604                     | 21      | 29        | 218       | 362        |